# Kommende Aschaffenburg

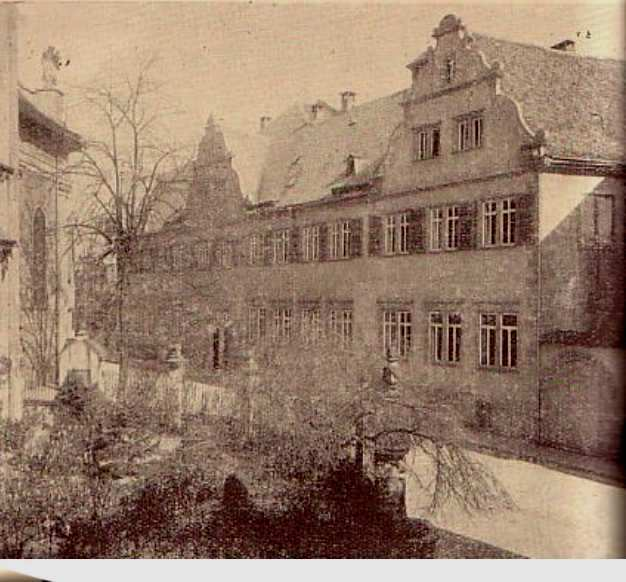
Deutsches Haus Aschaffenburg

Die Kommende Aschaffenburg war die jüngste Kommende des Deutschen Ordens. Sie gehörte der Ballei Aldenbiesen an und wurde von deren Landkomtur Damian Hugo von Schönborn begründet. Er kaufte bereits 1716 den Dalberger Hof in Aschaffenburg, doch wurde die Kommende erst 1749 an einen Komtur vergeben. Finanzmanipulationen des zweiten Komturs erschütterten die Kommende bis auf ihre Grundfeste, so dass sie nicht wieder vergeben werden konnte.

## Komture
1. Johann Franz von Lamberg (1749–1751)
2. Franz Heinrich von Hoensbroek (1751–1793)